# Alarm dla Paryża
Alarm dla Paryża – francuski thriller telewizyjny z 2006 roku w reżyserii Charlotte Brandstrom.

## Opis fabuły
W wyniku strajków pracowników paryskiej służby sprzątania, rozprzestrzeniają się szczury, a wraz z nimi tajemnicza choroba. Lekarka
Laurence Renoux wraz z nowo poznanym Alexem Cirellim próbuje zapobiec epidemii.

## Obsada
- Claire Borotra - Laurence Renoux
- Thierry Neuvic - Alex Cirelli
- Clara Le Corre - Lola Renoux
- Philippe Morier-Genoud - Paul Cirelli
- Saïda Jawad - Aïcha
- David Brécourt - Jacques Cortot
- Aladin Reibel - Renaud Berard